# Andrzej Topiński
Andrzej Karol Topiński (ur. 27 sierpnia 1945 w Warszawie) – polski ekonomista. Wiceprezes Narodowego Banku Polskiego (1989–1992), pełniący obowiązki prezesa NBP w latach 1991–1992, prezes PKO BP (1994–1999) i Związku Banków Polskich (2000–2003).

## Życiorys
Jest absolwentem Uniwersytetu Warszawskiego, studia ekonomiczne ukończył w 1969. W 1988 obronił doktorat z ekonomii w Instytucie Nauk Ekonomicznych Polskiej Akademii Nauk.
Pracował w organach planowania gospodarczego, w 1982 został zatrudniony w Instytucie Nauk Ekonomicznych PAN. W czasach PRL współpracował z „Solidarnością”, w 1989 uczestniczył w obradach Okrągłego Stołu. Krótko był doradcą ministra kierującego Centralnym Urzędem Planowania. W latach 1989–1992 zajmował stanowisko wiceprezesa Narodowego Banku Polskiego. Od 10 sierpnia 1991 do 4 marca 1992 pełnił obowiązki prezesa NBP. Doradzał następnie prezesowi zarządu Banku Handlowego w Warszawie, był przewodniczącym rady nadzorczej PKO BP. W kwietniu 1994 został prezesem PKO BP. Funkcję tę pełnił do grudnia 1999, kiedy to został zawieszony, do maja 2000 był kuratorem banku w okresie przygotowań do procesu komercjalizacji. W latach 2000–2003 pełnił funkcję prezesa Związku Banków Polskich.
Zasiadał w Radzie Strategii Społeczno-Gospodarczej przy Radzie Ministrów. W 2003 został członkiem zarządu Krajowej Izby Rozliczeniowej, później do 2019 był głównym ekonomistą Biura Informacji Kredytowej. W 2010 powołany do grupy ekspertów ds. bankowości przy Komisji Europejskiej.
Syn Zofii i Jana, odznaczonych w 2008 tytułem Sprawiedliwych wśród Narodów Świata. Brat Wojciecha Topińskiego, prezesa Zakładu Ubezpieczeń Społecznych w latach 1990–1991.

## Odznaczenia
Odznaczony Krzyżem Kawalerskim Orderu Odrodzenia Polski (1997) i odznaką honorową „Za zasługi dla bankowości Rzeczypospolitej Polskiej” (2006).